# روبرت إس. غرينغر
روبرت إس. غرينغر (بالإنجليزية: Robert S. Granger)‏ هو ضابط أمريكي، ولد في 24 مايو 1816 في زانيسفيل في الولايات المتحدة، وتوفي في 25 أبريل 1894 في واشنطن العاصمة في الولايات المتحدة.